# Szerelem a gyűlölet idején
A Szerelem a gyűlölet idején  (Védelmező kezek, illetve Ahol a kezek összeérnek címen is ismert) (eredeti cím: Where Hands Touch) 2018-ban bemutatott brit–belga–kanadai–ír romantikus háborús filmdráma, melyet Amma Asante írt és rendezett. A főbb szerepekben Amandla Stenberg, George MacKay, Abbie Cornish, Christopher Eccleston és Tom Sweet látható. 
Világpremierje 2018. szeptember 9-én volt a Torontói Nemzetközi Filmfesztiválon. Az Egyesült Államokban 2018. szeptember 14-én került a mozikba a Vertical Entertainment forgalmazásában. Általánosságban vegyes véleményeket kapott a kritikusoktól, akik dicsérték Stenberg alakítását, a forgatókönyvet azonban kritizálták.

## Cselekmény
Leyna 16 éves lány, a második világháború idején a náci Németországban küzd a túlélésért. Fehér bőrű édesanyjával, Kerstinnel és fiatalabb féltestvérével, Koennel él együtt. Anyját folyamatosan támadják, mert egy afrikai férfival volt együtt, Leynát pedig azért, mert a náci rezsimben tiltott, kevert bőrszínű kapcsolatukból született.
A család Kerstin húgához költözik, hogy a Gestapo elől szülővárosukba meneküljenek. Egy nap egy Lutz nevű Hitlerjugend-tag biciklizés közben véletlenül fellöki Leynát, megsebesítve őt. Az incidens után érdeklődni kezd Leyna iránt, aki eleinte nem vesz tudomást róla. Amikor Leynát kirúgják az iskolából, édesanyja elviszi dolgozni a gyárba, ahol Lutz minden nap láthatja Leynát, amikor elhalad mellette a biciklijével. Lutz azonban egy magas rangú SS-tiszt fiaként próbál apja nyomdokaiba lépni, és neki is megvetést kell tanúsítania Leyna felé. Eközben Kerstin tanításai ellenére Koen kénytelen csatlakozni a Hitlerjugendhez, elkezdi elfogadni a náci eszméket és egyre inkább lenézi húgát.
Lutz és Leyna titokban elkezdenek találkozgatni, végül egymásba szeretnek. Első szenvedélyes csókjukat egy ajtófélfában rejtve osztják meg, és végül szeretkeznek egymással. Lutz kénytelen Leynát otthonában elrejteni, miközben a náci katonák egy nap váratlanul mindenkit erőszakosan megmotoznak az utcán. A háború súlyosbodásával egyre nő az erőszak minden nem árja és nem „igazi” németnek tartott személy ellen, egy nap Leyna helyett Kerstint hurcolják el a katonák, így Koen és Leyna anyjuk nélkül marad. Koen Leynát hibáztatja anyjuk elvesztéséért, valamint az előítéletekért és a kegyetlenségért, amelyekkel nap mint nap szembesülnek. Leyna elviszi Koent árja nagynénjükhöz.
Leyna felkeresi Lutzot, de a férfit váratlanul a frontra szólították, őt magát pedig koncentrációs táborba küldik. Leyna hamarosan megtudja, hogy terhes, és ezt titokban kell tartania (mivel korábban már sterilizálni kellett volna). Lutz SS-őrként állomásozik ugyanabban a táborban, és megdöbbenve veszi észre a lesoványodott Leynát, miközben újra felszínre törnek az egymás iránti érzéseik. Egyik titkos randevújuk alkalmával a férfi rájön, a nő az ő gyermekét hordja szíve alatt. Könyörög neki, szökjön el vele, hogy ne kelljen tovább szenvednie, és végre együtt lehessenek. Leyna visszautasítja, mert tudja, a haláluk elkerülhetetlen lenne, ha megpróbálnának megszökni.
Az amerikaiak bombázása után Lutz megragadja az alkalmat, és Leynával együtt szökést tervez. Ám az apja felfedezi tervét és agyonlövi saját fiát, mert mindenáron el akarja őket választani egymástól. Leyna a földre zuhan, képtelen megmozdulni, és Lutz holttestét bámulja, míg végül egy amerikai katona elviszi őt. Hét héttel később az előrehaladottan terhes lány egy amerikai menekülttáborban lábadozik. Itt csodával határos módon újra találkozik édesanyjával és testvérével.

## Szereplők
| Szerep          | Színész               | Magyar hang   |
| --------------- | --------------------- | ------------- |
| Leyna           | Amandla Stenberg      | Csifó Dorina  |
| Lutz            | George MacKay         |               |
| Kerstin         | Abbie Cornish         | Pápai Erika   |
| Heinz           | Christopher Eccleston | Fekete Zoltán |
| Koen            | Tom Sweet             |               |
| Juttner         | Alec Newman           |               |
| Hida            | Natasha Little        | Ősi Ildikó    |
| tanár           | Lucy Russell          | Mics Ildikó   |
| amerikai katona | Tomiwa Edun           |               |
| SS-őr           | Simon Harrison        |               |
| SS Kruger       | Charles De'Ath        |               |
| Kapo            | Josie Walker          |               |
| Betz            | Tim Faraday           |               |
| Wihelm Warner   | Tom Goodman-Hill      | Viczián Ottó  |
| Hermine         | Olivia Vinall         | Laudon Andrea |

## A film készítése
Amma Asante rendező-forgatókönyvírónak azután jutott eszébe a film ötlete, hogy rábukkant egy régi, a náci Németországban készült fényképre, amelyen egy fekete diáklány áll fehér osztálytársai között. A Szerelem a gyűlölet idején egy fiktív történetet mesél el egy félvér tinédzserlány és a Hitlerjugend egyik tagjának kapcsolatáról, a náci Németországban a feketék üldözésének történelmi feljegyzéseire alapozva. Asanténak tizenkét évébe telt, míg a projektet mozivászonra tudta vinni. A BBC-nek elmondta, néhány embertől hitetlenkedéssel és elutasítással szembesült, amikor a filmmel kapcsolatos kutatásairól beszélt. „Gyakran van egyfajta hitetlenség, kétkedés, sőt néha még az is előfordul, hogy elutasítják azokat a nehézségeket, amelyeket ezek az emberek éltek” – mondta.
A film forgatása 2016 novemberében kezdődött és 2016 decemberében fejeződött be. A munkálatok Belgiumban (Werister szénbánya) és a Man-szigeten zajlottak.

## Bemutató
2017. május 20-án a Sony Pictures Worldwide Acquisitions megvásárolta a film nemzetközi forgalmazási jogait, kivéve Európa és Ausztrália kiválasztott területeit. Világpremierje 2018. szeptember 9-én volt a Torontói Nemzetközi Filmfesztiválon. Az Amerikai Egyesült Államokban 2018. szeptember 14-én jelent meg a Vertical Entertainment forgalmazásában.

## Fordítás
- Ez a szócikk részben vagy egészben  a   Where Hands Touch című angol Wikipédia-szócikk ezen változatának fordításán alapul.  Az eredeti cikk szerkesztőit annak laptörténete sorolja fel. Ez a jelzés csupán a megfogalmazás eredetét és a szerzői jogokat jelzi, nem szolgál a cikkben szereplő információk forrásmegjelöléseként.